# 101-й гвардейский истребительно-противотанковый артиллерийский полк
101-й гвардейский истребительно-противотанковый артиллерийский Мелитопольский ордена Суворова полк — воинское формирование Красной армии ВС СССР, в годы Великой Отечественной войны.
Условное наименование — войсковая часть полевая почта (в/ч пп) № 16062.
Сокращённое наименование — 101 гв. иптап.

## История
Полк был сформирован 3 августа по 20 октября 1942 года, на основании приказа НКО № 0528 от 1 июля 1942 года в Гороховецких лагерях Московского военного округа как 482-й истребительно-противотанковый артиллерийский полк (1-го формирования). Основной состав полка прибыл из 105-й кавалерийской Казахской дивизии. Командиры батарей прибыли из госпиталей и имели боевой опыт командования батареями. Все командиры взводов прибыли из Смоленского артиллерийского училища. Формировал полк майор Николай Иванович Соловей. 
Период вхождения в действующую армию: 482 иптап: 10 ноября 1942 года — 18 декабря 1942 года.
По окончании формирования, совершив марш до Волги, полк вошёл в состав 4-го механизированного корпуса и 20 ноября 1942 года вступил в бой юго-восточнее города Сталинграда, прорвав оборону противника в районе озера Цаца, занял село Плодовитое. Полк действовал в боевых порядках танковых полков корпуса, сопровождая их огнём и колёсами. 6 декабря 1942 года при наступлении группы Манштейна, идущей на поддержку окружённой группировки немцев, полк, заняв оборону, начал отражать атаки больших групп танков и мотопехоты в сопровождении авиации. Первая батарея, ведя бой с большой группой танков до 100 шт, уничтожила 7 танков, 10 машин с пехотой, 10 бронетранспортёров, 3 миномёта, 4 орудия ПТО. Бойцы и командиры, не отходя от орудий, до конца сражались с превосходящими силами противника. Техника и весь личный состав батареи погибли, за исключением 4-х человек. В течение дня полк удерживал занимаемый рубеж и отбивал атаки противника, уничтожив 6 танков, 2 миномёта, 3 пулемёта и до 100 гитлеровцев. Вследствие превосходящих сил, противник прорвался на линию, занимаемую полком, и подавил танками материальную часть, технику и личный состав. За период боев с 1 по 18 декабря 1942 года полком уничтожено и подбито 30 танков, 10 бронетранспортёров, 2 бронемашины, 37 автомашин, 6 орудий ПТО, 8 миномётов и до 400 гитлеровцев. Потери полка составили — 16 орудий, 20 автомашин, убито 75 бойцов и офицеров. В этих боях 18 декабря 1942 года в районе колхоза имени 8 Марта, отбивая атаки противника, погиб командир полка майор Соловей.
За мужество и героизм в боях за Сталинград и по отражению наступления группы Манштейна 18 декабря 1942 года полку, в составе 3-го гвардейского механизированного корпуса, было присвоено гвардейское звание, вследствие чего полк был переименован в 101-й гвардейский истребительно-противотанковый артиллерийский полк.

## Участие в боевых действиях
Период вхождения в действующую армию 101 гв. иптап: 18 декабря 1942 года — 26 марта 1943 года, 22 апреля 1943 года — 18 мая 1944 года, 27 июля 1944 года — 9 мая 1945 года.
Не получая пополнения, полк двумя батареями вёл операции по поддержке мотобригад, ведущих наступление на Батайск и Новочеркасск, и после взятия их занял оборону в районе Матвеев-Курган.
25 февраля 1943 года полк вышел из состава 3-го гвардейского механизированного корпуса и перешёл в распоряжение 28-й армии Южного фронта.
26 марта по приказу Командующего фронтом полк отправлен на формирование в город Новочеркасск, где 26 апреля вошёл в состав вновь формируемой 15-й отдельной истребительно-противотанковой артиллерийской бригады Резерва Главного Командования.
12 июля 1943 года согласно боевому распоряжению штаба бригады полк придаётся 31-му гвардейскому Краснознамённому стрелковому корпусу для наступления и прорыва обороны на реке Миус.
15 июня 1946 года, на основании директив Генштаба ВС СССР № орг/1/97 от 5 мая 1946 года и ВС ГСОВГ № 00659 от 12 мая 1946 года, полк был расформирован.

## В составе
| Подчинение              | Подчинение                         | Подчинение                           | Подчинение                              | Подчинение                                                          | Подчинение |
| Дата                    | Фронт (округ)                      | Армия                                | Корпус                                  | Бригада                                                             | Примечания |
| ----------------------- | ---------------------------------- | ------------------------------------ | --------------------------------------- | ------------------------------------------------------------------- | --- |
| 18.12.1942 — 25.02.1943 | Сталинградский фронт и Южный фронт | 51-я армия                           | 3-й гвардейский механизированный корпус | -                                                                   | - |
| 26.02.1943 — 25.03.1943 | Южный фронт                        | 28-я армия                           | -                                       | -                                                                   | - |
| 26.03.1943 — 25.04.1943 | Южный фронт                        | -                                    | -                                       | -                                                                   | на формировании |
| 26.04.1943 — 10.07.1943 | Южный фронт                        | -                                    | -                                       | 15-я отдельная истребительно-противотанковая артиллерийская бригада | резерв фронта |
| 10.07.1943 — 11.07.1943 | Южный фронт                        | 5-я ударная армия                    | -                                       | 15-я отдельная истребительно-противотанковая артиллерийская бригада | форсирование реки Миус |
| 11.07.1943 — 09.08.1943 | Южный фронт                        | 5-я ударная армия                    | 31-й гвардейский стрелковый корпус      | 15-я отдельная истребительно-противотанковая артиллерийская бригада | оборона на реке Миус |
| 09.08.1943 — 16.08.1943 | Южный фронт                        | -                                    | -                                       | 15-я отдельная истребительно-противотанковая артиллерийская бригада | резерв фронта |
| 16.08.1943 — 16.09.1943 | Южный фронт                        | 2-я гвардейская армия                | 1-й гвардейский стрелковый корпус       | 15-я отдельная истребительно-противотанковая артиллерийская бригада | наступление, форсирование реки Миус и преследование противника                                                                         |
| 16.09.1943 — 28.09.1943 | Южный фронт                        | -                                    | -                                       | 15-я отдельная истребительно-противотанковая артиллерийская бригада | резерв фронта |
| 28.09.1943 — 05.10.1943 | Южный фронт                        | 2-я гвардейская армия                | -                                       | 15-я отдельная истребительно-противотанковая артиллерийская бригада | наступление, в районе Большого Токмака                                                                                                 |
| 05.10.1943 — 10.10.1943 | Южный фронт                        | -                                    | -                                       | 15-я отдельная истребительно-противотанковая артиллерийская бригада | резерв фронта |
| 10.10.1943 — 16.10.1943 | Южный фронт                        | 28-я армия и 44-я армия              | -                                       | 15-я отдельная истребительно-противотанковая артиллерийская бригада | в обороне |
| 16.10.1943 — 24.10.1943 | Южный фронт                        | 51-я армия                           | -                                       | 15-я отдельная истребительно-противотанковая артиллерийская бригада | форсирование реки Молочная и освобождение города Мелитополь                                                                            |
| 24.10.1943 — 05.11.1943 | 4-й Украинский фронт               | -                                    | 19-й танковый корпус                    | 15-я отдельная истребительно-противотанковая артиллерийская бригада | наступление |
| 05.11.1943 — 07.11.1943 | 4-й Украинский фронт               | 51-я армия                           | -                                       | 15-я отдельная истребительно-противотанковая артиллерийская бригада | в обороне на Перекопе |
| 07.11.1943 — 19.11.1943 | 4-й Украинский фронт               | -                                    | -                                       | 15-я отдельная истребительно-противотанковая артиллерийская бригада | резерв фронта |
| 19.11.1943 — 21.11.1943 | 4-й Украинский фронт               | -                                    | 2-й гвардейский механизированный корпус | 15-я отдельная истребительно-противотанковая артиллерийская бригада | в обороне, Никопольский плацдарм |
| 21.11.1943 — 24.11.1943 | 4-й Украинский фронт               | -                                    | 4-й гвардейский механизированный корпус | 15-я отдельная истребительно-противотанковая артиллерийская бригада | в обороне |
| 24.11.1943 — 09.01.1944 | 4-й Украинский фронт               | -                                    | 19-й танковый корпус                    | 15-я отдельная истребительно-противотанковая артиллерийская бригада | ликвидация Никопольского плацдарма |
| 09.01.1944 — 18.01.1944 | 4-й Украинский фронт               | -                                    | -                                       | 15-я отдельная истребительно-противотанковая артиллерийская бригада | ликвидация Никопольского плацдарма |
| 18.01.1944 — 22.01.1944 | 4-й Украинский фронт               | -                                    | 34-й стрелковый корпус                  | 15-я отдельная истребительно-противотанковая артиллерийская бригада | оборона на Никопольском плацдарме |
| 22.01.1944 — 23.01.1944 | 4-й Украинский фронт               | -                                    | -                                       | 15-я отдельная истребительно-противотанковая артиллерийская бригада | резерв фронта |
| 23.01.1944 — 08.04.1944 | 4-й Украинский фронт               | 51-я армия                           | -                                       | 15-я отдельная истребительно-противотанковая артиллерийская бригада | оборона и подготовка к наступлению на Крымском плацдарме за Сивашем                                                                    |
| 08.04.1944 — 10.04.1944 | 4-й Украинский фронт               | 51-я армия                           | 63-й стрелковый корпус                  | 15-я отдельная истребительно-противотанковая артиллерийская бригада | наступление, прорыв обороны на Сиваше, меж озёрные дефиле                                                                              |
| 10.04.1944 — 13.05.1944 | 4-й Украинский фронт               | -                                    | 19-й танковый корпус                    | 15-я отдельная истребительно-противотанковая артиллерийская бригада | наступление по освобождению Крыма |
| 13.05.1944 — 16.05.1944 | 4-й Украинский фронт               | Отдельная Приморская армия           | -                                       | 15-я отдельная истребительно-противотанковая артиллерийская бригада | - |
| 16.05.1944 — 03.07.1944 | -                                  | -                                    | -                                       | 15-я отдельная истребительно-противотанковая артиллерийская бригада | Симферопольский учебный артиллерийский лагерь, учёба                                                                                   |
| 03.07.1944 — 07.07.1944 | -                                  | -                                    | -                                       | 15-я отдельная истребительно-противотанковая артиллерийская бригада | переезд по железной дороге Симферополь — Шебекино                                                                                      |
| 07.07.1944 — 15.07.1944 | -                                  | -                                    | -                                       | 15-я отдельная истребительно-противотанковая артиллерийская бригада | Волчанский учебный артиллерийский лагерь, учёба                                                                                        |
| 26.07.1944 — 31.08.1944 | 1-й Белорусский фронт              | -                                    | -                                       | 15-я отдельная истребительно-противотанковая артиллерийская бригада | резерв фронта |
| 31.08.1944 — 22.12.1944 | 1-й Белорусский фронт              | 48-я армия                           | -                                       | 15-я отдельная истребительно-противотанковая артиллерийская бригада | наступление в районе Острув-Мазовецка, преследование противника, форсирование реки Нарев и расширение Наревского плацдарма             |
| 22.12.1944 — 17.01.1945 | 2-й Белорусский фронт              | -                                    | -                                       | 15-я отдельная истребительно-противотанковая артиллерийская бригада | резерв фронта |
| 17.01.1945 — 06.02.1945 | 2-й Белорусский фронт              | 3-й гвардейский кавалерийский корпус | -                                       | 15-я отдельная истребительно-противотанковая артиллерийская бригада | наступательные операции в Восточной Пруссии                                                                                            |
| 06.02.1945 — 08.02.1945 | 2-й Белорусский фронт              | -                                    | -                                       | 15-я отдельная истребительно-противотанковая артиллерийская бригада | резерв фронта |
| 08.02.1945 — 03.03.1945 | 2-й Белорусский фронт              | 49-я армия                           | -                                       | 15-я отдельная истребительно-противотанковая артиллерийская бригада | наступательные операции в Данцигском коридоре                                                                                          |
| 03.03.1945 — 08.03.1945 | 2-й Белорусский фронт              | -                                    | -                                       | 15-я отдельная истребительно-противотанковая артиллерийская бригада | резерв фронта |
| 08.03.1945 — 03.04.1945 | 2-й Белорусский фронт              | 65-я армия                           | -                                       | 15-я отдельная истребительно-противотанковая артиллерийская бригада | наступательные операции в по очищению предместных районов и самого города Данцига                                                      |
| 03.04.1945 — 14.04.1945 | 2-й Белорусский фронт              | -                                    | -                                       | 15-я отдельная истребительно-противотанковая артиллерийская бригада | резерв фронта |
| 14.04.1945 — 15.05.1945 | 2-й Белорусский фронт              | 70-я армия                           | -                                       | 15-я отдельная истребительно-противотанковая артиллерийская бригада | подготовка к наступлению, форсирование, реки Одер, наступательные операции в Западной Померании, завершение разгрома фашистских войск. |
| 15.05.1945 — 02.07.1945 | 2-й Белорусский фронт              | -                                    | -                                       | 15-я отдельная истребительно-противотанковая артиллерийская бригада | резерв фронта, Мальхинский учебный артиллерийский лагерь                                                                               |
| 03.07.1945 — 15.06.1946 | ГСОВГ                              | -                                    | -                                       | 15-я отдельная истребительно-противотанковая артиллерийская бригада | учёба |

## Командование полка

### Командиры полка
- Иванов (19.12.1942 —), гвардии майор;
- Ведута Тихон Яковлевич (05.1943 — 01.1945), гвардии майор, гвардии подполковник;
- Лукин Иван Григорьевич (01.1945 — 08.1945), гвардии майор, гвардии подполковник;
- Ремизов Николай Михайлович (09.1945 —), гвардии майор

### Заместители командира по строевой части
- Евтушенко Тимофей Михайлович (? — 14.10.1944), гвардии капитан;
- Орлов Михаил Яковлевич (01.1945 — 1946), гвардии майор

### Заместители командира по политической части
- Иванов Михаил Васильевич (1942—1943), гвардии батальонный комиссар, гвардии майор;
- Новиков Александр Михайлович (1945—1945), гвардии подполковник

### Начальники штаба полка
- Нижельский Михаил Александрович (1943), гвардии капитан;
- Андреев Михаил Александрович (04.1944 — 07.1944), гвардии майор;
- Асташев Виктор Григорьевич (10.1944 — 09.1945), гвардии майор

## Отличившиеся воины
| Награда | Ф. И.О            | Должность       | Звание  | Дата награждения                 | Примечания |
| ------- | ----------------- | --------------- | ------- | -------------------------------- | --- |
|         | Аманбаев, Алимбай | командир орудия | гвардии | 23.11.1944 16.04.1945 07.06.1968 | 2.06.1945 был повторно награждён орденом Славы II степени, указом ПВС СССР от 7.06.1968 перенаграждён орденом Славы I степени |

## Награды
| Награда (наименование)                 | Дата награждения                                                                  | За что получена |
| -------------------------------------- | --------------------------------------------------------------------------------- | --- |
| Почётное звание «Гвардейский»          | присвоено приказом Народного комиссара обороны СССР № 394 от 18 декабря 1942 года | за проявленную отвагу в боях за Отечество с немецкими захватчиками, за стойкость, мужество, дисциплину и организованность, за героизм личного состава                                  |
| Почётное наименование «Мелитопольский» | присвоено приказом Верховного главнокомандующего от 23 октября 1943 года          | в ознаменование одержанной победы и за отличия в боях за освобождение города Мелитополь                                                                                                |
| Орден Суворова III степени             | награждён указом Президиума Верховного Совета СССР от 4 июня 1945 года            | за образцовое выполнение заданий командования в боях с немецкими захватчиками при овладении городами Штеттин, Гартц, Пенкун, Казеков, Шведт и проявленные при этом доблесть и мужество |